# Milesia yaeyamana
Milesia yaeyamana är en tvåvingeart som beskrevs av Matsumura 1916. Milesia yaeyamana ingår i släktet Milesia och familjen blomflugor. Inga underarter finns listade i Catalogue of Life.